# 黄先祥
黄先祥（1940年4月20日—），汉族，中华人民共和国政治人物、第十一届全国政协委员。
加入中国共产党，担任第二炮兵工程学院教授、中国工程院院士。2008年，当选第十一届全国政协委员，代表科学技术界，分入第二十九组。